# HolyWood
HolyWood – dwupłytowa kompilacja nagrań polskiej grupy muzycznej Hunter. Oficjalna premiera miała miejsce 30 listopada 2006, jednak z powodu opóźnień w tłoczni było ono dostępna dopiero dwa tygodnie po premierze. 
Wydawnictwo zawiera płytę DVD, na której znalazł się zapis dwóch koncertów zarejestrowanych podczas Przystanku Woodstock (z roku 2003 i 2004), wiele bootlegów, wywiadów i zdjęć. Zamieszczona została również polskojęzyczna wersja utworu "Fallen" pod tytułem "Spadany". Pochodzący z wydawnictwa utwór "Easy Rider", zarejestrowany z gościnnym udziałem Krzysztofa Daukszewicza dotarł do 2. miejsca Listy Przebojów Programu Trzeciego Polskiego Radia.

## Lista utworów
Opracowano na podstawie materiału źródłowego.
DVD
| Przystanek Woodstock 2003 1. “Fantasmagoria” 2. “Mirror of War” 3. “Why...?” 4. “Greed” 5. “So...” 6. “Freedom” 7. “Siedem” 8. “Grabaszszsz” 9. “Kiedy umieram...” 10. “Fallen” 11. “Easy Rider” |  | Przystanek Woodstock 2004 1. “Requiem” 2. “Screamin' Whispers” 3. “Misery” 4. “Freedom” 5. “Żniwiarze umysłów” 6. “SO...” 7. “Greed” 8. “Fantasmagoria” 9. “Fallen” 10. “Kiedy umieram...” 11. “Loża szyderców” |

CD
1. "Easy Rider" (gościnnie: Krzysztof Daukszewicz) - 03:05
2. "Hey Ya!" (cover OutKast) - 03:51
3. "Kiedy umieram..." - 05:40
4. "Freedom" - 02:50
5. "Loża szyderców" - 05:37
6. "Spadany "(demo version) - 06:46
7. "Easy Rider" (alternative version) - 03:51